# Drogowa Trasa Średnicowa
De DW902 of Drogowa Trasa Średnicowa (DTŚ) is een ongelijkvloerse hoofdweg in de woiwodschap Silezië en is ook een van de belangrijkste wegen in dit woiwodschap. De weg loopt door de steden Gliwice, Zabrze, Ruda Śląska, Świętochłowice, Chorzów en Katowice.